# Raschmacher
Raschmacher bezeichnete bis in das 19. Jahrhundert hinein Handwerker, die ein leichtes geköpertes Gewebe, den sogenannten Rasch, produzierten. Es handelte sich meist um einen leicht gearbeiteten groben Wollstoff.
Unterschieden wurden zwei Arten des Rasch je nach Aufbereitung des Garns:
1. Zeugrasch aus langfasriger gekämmter Wolle
2. Tuchrasch aus gekrempelter, kurzer Wolle.

Außerdem waren folgende Ausdrücke gebräuchlich:
- Kronrasch
- Krämpelrasch
- Walkrasch
- Satinrasch
- Futterrasch

Das Wort geht auf den Namen der flandrischen beziehungsweise heute französischen Stadt Arras zurück (Arras → Arrasch → Rasch), wo man Wollstoffe zuerst auf diese Weise veredelte.